# Rezsanovce
Rezsanovce (macedónul Режановце) település Észak-Macedóniában, a Északkeleti körzetben, Kumanovo községben.

## Népesség
| Lakosok száma | 355  | 391  | 423  | 600  | 608  | 679  | 705  | 577  |
|               | 1948 | 1953 | 1961 | 1971 | 1981 | 1994 | 2002 | 2021 |

- 2002-ben 705 lakosa volt, akik közül 661 macedón, 42 szerb, 1 albán és 1 egyéb.